# Designer Outlet Roermond
Het Designer Outlet Roermond is een Outlet Center van het Britse bedrijf McArthurGlen en biedt 200 internationale designermerken aan. Het centrum is gelegen aan de rand van de Roermondse binnenstad en is geopend in november 2001. Met ruim 8 miljoen bezoekers per jaar (2018) is het een van de grootste attracties in Nederland.

## Geschiedenis
Het Designer Outlet Roermond is gevestigd in een aantal gebouwen van de voormalige Ernst Casimirkazerne. Deze kazerne werd in 1939 in gebruik genomen en diende als onderdak voor enkele grensbataljons, die volgens de minister van Oorlog noodzakelijk werden geacht met de toenemende oorlogsdreiging vanuit Duitsland. In 1940 bezet de Duitse Wehrmacht de kazerne die ten slotte in 1992 door het Nederlandse leger verlaten wordt. Daarna bieden de gebouwen nog voor enkele jaren onderdak aan asielzoekers, totdat in 2000 de meeste gebouwen worden gesloopt. Op het terrein verrijst eind 2001 een winkelcentrum van het Britse bedrijf McArthurGlen, dat in Roermond het eerste Outlet Center - speciaal voor merkartikelen - in Nederland opent.
De komst van het center naar Roermond veroorzaakte commotie, vooral bij de winkeliers in de binnenstad. Zij vreesden voor concurrentie en waren bang dat de bezoekers van het center de binnenstad links lieten liggen.
De eerste fase van het merkendorp bestond uit circa 70 winkels. In 2005 werd begonnen met de bouw van fase 2, een serie van 60 winkels in pseudo Amsterdamse stijl. Anno 2008 telde het merkendorp ongeveer 120 winkels en waren nagenoeg alle ruimten verhuurd. Jaarlijks verwelkomde het center ruim 2,9 miljoen bezoekers.
Een derde uitbreidingsfase is in september 2011 voltooid. Deze fase zorgde voor 7000 m² extra vloeroppervlak waardoor het winkeloppervlak groeide tot 35000 m². Qua winkelaantal groeit het winkelcentrum van 113 naar 150 winkels. In Roermond bevindt zich vanaf 2011 het grootste outletcenter van de Benelux en Duitsland.
Midden 2018 heeft het outletcenter, volgens vermelding op hun eigen website, 186 winkels en 25 restaurants.